# Rainer Marten
Rainer Marten (* 28. November 1928 in Mill Valley, Kalifornien, Vereinigte Staaten von Amerika) ist ein deutscher Philosoph.

## Leben
Marten studierte Klassische Philologie (Griechisch), Alte Geschichte und Philosophie an der Ludwig-Maximilians-Universität München und an der Albert-Ludwigs-Universität Freiburg. 1955 wurde er im Fach Philosophie über die Begriffe οὐσία (ousia) und ἀρχή (arché) im Denken von Platon promoviert. 1963 habilitierte er sich mit einer Studie über Platons Sophistes an der Albert-Ludwigs-Universität Freiburg. Marten gehörte zum späteren Schülerkreis um Martin Heidegger: Nach dem Ende des Zweiten Weltkrieges nahm er zwischen 1950 und 1962 an Heideggers privaten und öffentlichen Seminaren teil.
Rainer Marten wurde 1969 in Freiburg zum außerplanmäßigen Professor ernannt. 1978 erhielt er dort eine ordentliche Professur im Fach Philosophie.

## Wissenschaftliche Arbeit
In seiner wissenschaftlichen Arbeit beschäftigte sich Marten intensiv mit der antiken Philosophie, hier vor allem mit Platon und Aristoteles. Später folgten Arbeiten zur Philosophie der Sprache und der Lebenskunst. Immer wieder publizierte er über hermeneutische und phänomenologische Themen und setzte sich mit der Philosophie und der Person Martin Heideggers auseinander, dessen Denken er hinsichtlich seiner Nähe zum Nationalsozialismus und des auch nach dem Zusammenbruch fortgeführten Nationalismus heftig kritisiert. Nach der Veröffentlichung der ersten drei Bände von Heideggers Schwarzen Heften im Jahr 2014 erneuerte und verschärfte Marten nochmals seine Heidegger-Kritik. In einem öffentlichen Aufruf fordert Marten den uneingeschränkten Zugang zu Heideggers Nachlass, der sich im Deutschen Literaturarchiv Marbach befindet.
In seinen jüngsten Publikationen schrieb Marten über den poetischen Charakter von Philosophie, Religion und Literatur und über den Begriff und das Phänomen der Maßlosigkeit.

## Publikationen
- Ousia im Denken Platons. Hain, Meisenheim am Glan 1962.
- Der Logos der Dialektik: Eine Theorie zu Platons Sophistes. de Gruyter, Berlin 1965. Habilitationsschrift vom 23. Februar 1963.
- Existieren, Wahrsein und Verstehen: Untersuchungen zur ontologischen Basis sprachlicher Verständigung. de Gruyter, Berlin 1972, ISBN 3-11-003583-9.
- Platons Theorie der Idee. Alber, Freiburg i.Br. / München 1975, ISBN 3-495-47312-2.
- Der menschliche Tod. Eine philosophische Revision. Schöningh, Paderborn 1987, ISBN 3-506-76535-3.
- Der menschliche Mensch: Abschied vom utopischen Denken. Schöningh, Paderborn 1988, ISBN 3-506-75350-9. Um ein Nachwort erweiterte Neuausgabe. Alber, Freiburg / München 2016. ISBN 978-3-495-48121-9.
- Denkkunst: Kritik der Ontologie. Schöningh, Paderborn 1989, ISBN 3-506-75351-7.
- Heidegger lesen. Fink, München 1991, ISBN 3-7705-2690-2.
- Lebenskunst. Fink, München 1993, ISBN 3-7705-2841-7.
- Menschliche Wahrheit. Fink, München 2000, ISBN 3-7705-3522-7.
- Die Möglichkeit des Unmöglichen: Zur Poesie in Philosophie und Religion. Alber, Freiburg i.Br. / München 2005, ISBN 3-495-48186-9.
- Maßlosigkeit: zur Notwendigkeit des Unnötigen. Alber, Freiburg i.Br. / München 2009, ISBN 978-3-495-48311-4.
- Radikalität des Geistes: Heidegger – Paulus – Proust. Alber, Freiburg i.Br. / München 2012, ISBN 978-3-495-48512-5. (Leseprobe; PDF; 125 kB)
- Endlichkeit. Zum Drama von Tod und Leben. Alber, Freiburg i.Br. / München 2013, ISBN 978-3-495-48600-9.
- Lob der Zweiheit. Ein philosophisches Wagnis. Alber, Freiburg i. Br. / München 2017, ISBN 978-3-495-48896-6.
- Nachdenken über uns. Philosophische Texte. Mit einem Vorwort von Nikolas Marten, hrsg. v. Lukas Trabert. Alber, Freiburg i. Br. / München 2018, ISBN 978-3-495-49050-1.
- Mein Zeitgeist. Philosophieren vor dem Ende des Lebens. Alber, Freiburg i. Br. / München 2021, ISBN 978-3-95757-862-4.
- Die Pandemie. Eine philosophische Perspektive. Meiner, Hamburg 2021, ISBN 978-3-7873-4005-7.[6]
- Das Glück, Mensch zu sein. Erhellende Aufklärung und aufklärende Verklärung. Alber, Freiburg i. Br. / München 2022, ISBN 978-3-495-99874-8.